# Saint-Sébastien (Isère)
Pour les articles homonymes, voir Saint-Sébastien.
Saint-Sébastien est une ancienne commune française située dans le département de l'Isère, en région Auvergne-Rhône-Alpes.

## Géographie

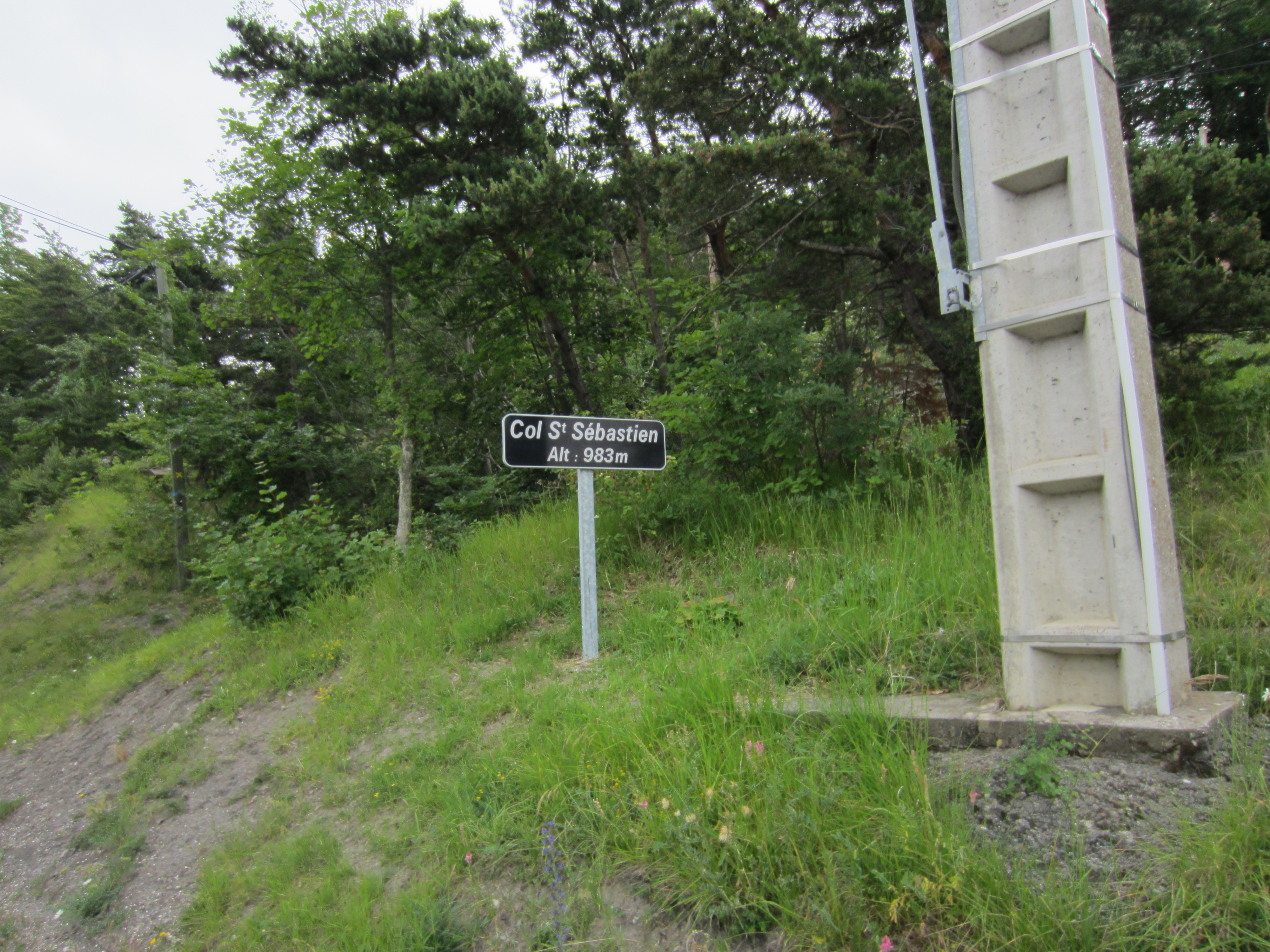
Panneau du col de Saint-Sébastien.

Il se situe en dessus de Chatel et se trouve à sept kilomètres de Mens et à environ 15 kilomètres de La Mure.

## Histoire
La commune est rattachée à la commune nouvelle de Châtel-en-Trièves depuis le 1er janvier 2017.

## Politique et administration
| Période                                  | Période                                                                   | Identité            | Étiquette        | Qualité                    |
| ---------------------------------------- | ------------------------------------------------------------------------- | ------------------- | ---------------- | -------------------------- |
| 2001                                     | 2008                                                                      | Pierre Arnaud       |                  |                            |
| 2008                                     | 2014                                                                      | Nadine Serpolet     | Parti Socialiste | Educatrice Spécialisée     |
| 2014                                     | 2020 (Regroupement de communes, Saint Sébastien devient Châtel-en-trièves | Jean-Pierre Agresti | SE               | Retraité Fonction publique |
| Les données manquantes sont à compléter. |                                                                           |                     |                  |                            |

## Population et société

### Démographie
L'évolution du nombre d'habitants est connue à travers les recensements de la population effectués dans la commune depuis 1793. À partir du 1er janvier 2009, les populations légales des communes sont publiées annuellement dans le cadre d'un recensement qui repose désormais sur une collecte d'information annuelle, concernant successivement tous les territoires communaux au cours d'une période de cinq ans. 
Pour les communes de moins de 10 000 habitants, une enquête de recensement portant sur toute la population est réalisée tous les cinq ans, les populations légales des années intermédiaires étant quant à elles estimées par interpolation ou extrapolation. Pour la commune, le premier recensement exhaustif entrant dans le cadre du nouveau dispositif a été réalisé en 2005,.
En 2014, la commune comptait 260 habitants, en évolution de +6,12 % par rapport à 2009 (Isère : +3,89 %, France hors Mayotte : +2,49 %).
| 1793 | 1800  | 1806  | 1821  | 1831  | 1836  | 1841  | 1846  | 1851  |
| ---- | ----- | ----- | ----- | ----- | ----- | ----- | ----- | ----- |
| 418  | 1 043 | 1 182 | 1 356 | 1 081 | 1 239 | 1 209 | 1 221 | 1 157 |

| 1856  | 1861  | 1866 | 1872 | 1876 | 1881 | 1886 | 1891 | 1896 |
| ----- | ----- | ---- | ---- | ---- | ---- | ---- | ---- | ---- |
| 1 144 | 1 138 | 513  | 518  | 482  | 511  | 472  | 415  | 400  |

| 1901 | 1906 | 1911 | 1921 | 1926 | 1931 | 1936 | 1946 | 1954 |
| ---- | ---- | ---- | ---- | ---- | ---- | ---- | ---- | ---- |
| 355  | 388  | 364  | 325  | 307  | 255  | 226  | 190  | 167  |

| 1962 | 1968 | 1975 | 1982 | 1990 | 1999 | 2005 | 2010 | 2014 |
| ---- | ---- | ---- | ---- | ---- | ---- | ---- | ---- | ---- |
| 144  | 121  | 93   | 123  | 150  | 178  | 215  | 255  | 260  |

### Cultes
Saint-Sébastien est l'un des rares villages de France où il se trouve un temple protestant mais pas d'église catholique.

## Culture locale et patrimoine

### Lieux et monuments
- Vestiges du château de Châteauvieux

Le château fort de Morges, dit Châteauvieux, du XIIe siècle, se trouve à l'emplacement d'une motte castrale (XIe siècle). Au Moyen Âge il domine le bourg fortifié et l'église paroissiale de Morges. Le château fort est récupéré lors des guerres de religion. Aujourd'hui la butte du donjon est occupée par une antenne RTDF.
Il est cité au XIIIe siècle Mota.
- Le temple protestant (en cours de rénovation).

On n'y célèbre pas de cultes réguliers mais l’Église Réformée de France, paroisse de Trièves et Mathésine, centrée sur Mens et dont Saint-Sébastien dépend, le prête régulièrement pour des expositions. Des mariages y sont parfois célébrés.